# Usina hidrelétrica em Włocławek

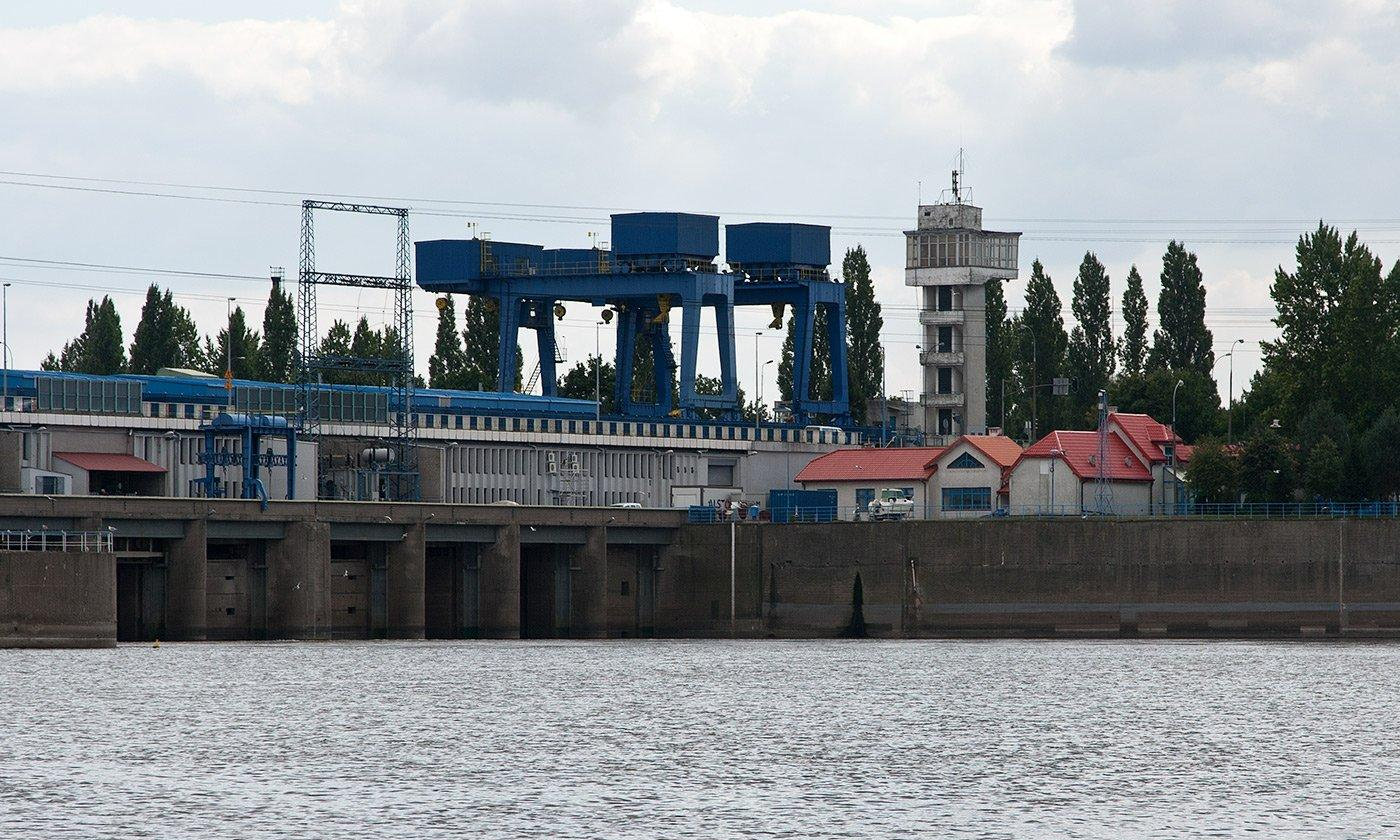
Usina do lado ocidente

Usina hidrelétrica em Włocławek – a maior usina hidrelétrica a fio d’água na Polônia. Em resultado de construção da usina criou-se no Vistula o Lago de Włocławek. Inicialmente tinha de ser um elemento de cascatas do Vístula baixo mas finalmente não foram construídas outras barragens.   

## História
O grau aquático foi construído nos anos 1962-1970. Do início, o Complexo de Usinas Hidrelétricas do Distrito Norte em Straszyn administrou da usina. Em 1973 foi criado a Região das Usinas Hidrelétricas. Em 1976 RUH foi dissolvido, dando o uso directamente a Usina Elétrica de Toruń. Em 1 de Março de 1998 foi criado companhia Usina Hidrelétrica em Włocławek Ltda. que oficialmente operava até 12 de Março de 2013. Depois dos anos dos muitos transformações de corporação do grupo Energa, a empresa Energa Wytwarzanie SA esta responsavel pela usina de Włocławek.

## Dados técnicos
● Rio: Vístula
● Localização: 674,850 km
● Ano da construção: 1970
● Ponto da acumulacao: 57,30 m acima do nível do mar
● Declive estipulado: 8,80 m
● Número de hydrozespół: 6
● Tipo de turbina: turbina Kaplan
● Energia instalada: 160.2 MW
● Bueiro instalado: 2190 m³/sek
● Média de produção: 739 GWh/a

## Problemas técnicos
Depois da construção do grau aquático e toda usina eléctrica em 1970  o uso da barragem foi planejado para 10-15 anos. Neste tempo no corrente baixo do Vístula tinham de ser criadas outras barragens (usinas hidrelétricas). Por causa dos problemas econômicos faltou o dinheiro para construção das outras usinas elétricas e barragem fica solteira até hoje apesar do estado técnico agravado.  
Interessaram-se pelo problema da barragem só nos anos 90. Foram lançados primeiros relatórios que diziam que a construção pode-se inclinar, causando catástrofe notável. Para evitar isso, foi planejada a construção da usina hidrelétrica em Nieszawa que teria de descarregar a construção velha. Em 2012 as autoridades reverteram-se dessa proposição da localização, finalmente foi decidido, que uma barragem adicional (usina eléctrica) será construída em Siarzew em 708. km do Vístula.
Em 2015, depois de 3 anos das obras e custo de 115 milhões de zloty (PLN) a reestruturação e renovação da barragem de Włocławek foi acabada. Mas isso não resolveu o problema da erosão do leito do rio na parte distante do Vístula - ainda não foi iniciada a construção do grau adicional em Sarzedo, atualmente pressupõe-se que as obras começam-se em 2020, se anteriormente consegue-se obter todas decisões administrativas (nem todos cientistas estão de acordo com o projeto da construção do novo grau).

## Influência da usina ao ambiente
O tanque foi construído no território do antigo sistema fluvial natural que ainda pode ser encontrado no Vistula entre Wyszogród e Płock. Inundação desse terreno causou a perda de muitos habitats valiosos de plantas e animais ficados neste tipo do ambiente.   
Um dos resultados da construção foi impedimento, quase total, da migração dos peixes anádromas acima a bacia do Vístula. A construção da escada de peixes a barragem não resolveu o problema. Com a reestruturação última da barragem foi feita novamente a escada de peixe. Segundo a pessoa designada para funcionamento da escada, o novo sistema funciona melhor do que construcao velha, o sistema num computador exame, monitora e registra todas peixes que passam, no mesmo tempo recolhe os dados sobre quantidade e espécie deles. Apesar dos efeitos negativos da construção da usina elétrica, vale a pena notar também as mudanças positivas relacionadas com território rodeado a barragem. Acumulacao d’agua melhorou irrigacao dos teritorios com media baixa de precipitação. Geralmente é achado que a energia da barragem e limpa no sentido da falta de emissão dos gases venenosos e de estufa.
Na opinião dos ativistas ecológicos (entre outros Adam Wajrak) a barragem não e ecológica. Algumas pessoas dizem que quanto a emissão de gases de estufa a existência da usina hidrelétrica em Włocławek afeta o ambiente significamente, por causa da matéria orgânica em tanque, diariamente ele emite 400 mg/m² de metano.

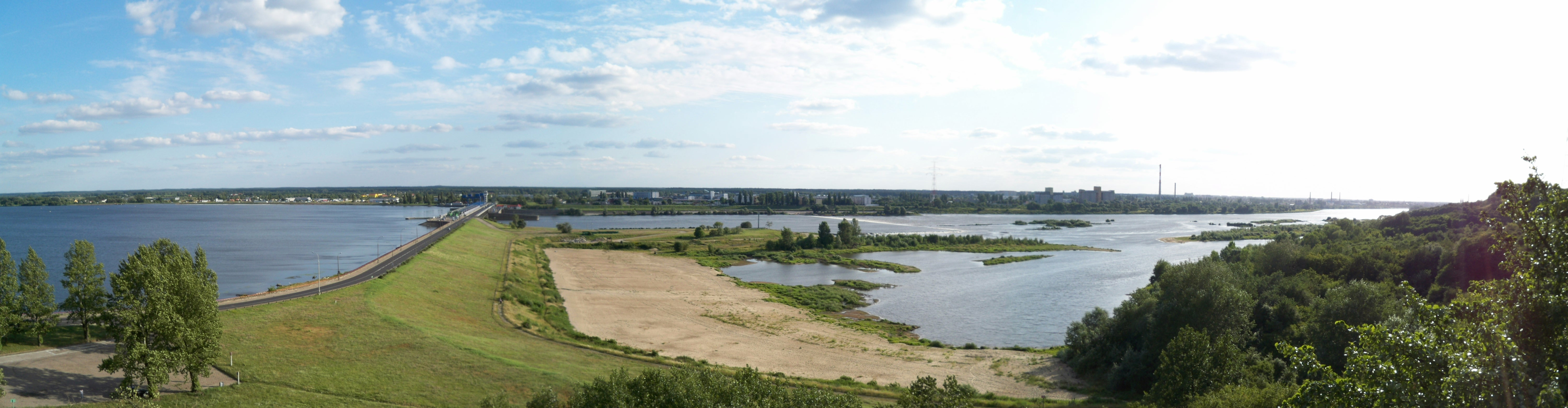
Barragem - vista global

## Reestruturação de escada de peixe
Em 1970, um ano depois do fim da construção da barragem, começou a funcionar a escada de peixes de fluxo 0,935 m³/s consistindo-se de 33 compartimentos. Na base dos experimentos nos anos 1971–1974 foi constatado que peixes podem passar pelo grau mas o número de truta está desproporcional relativo a um tamanho de cardume. As condições do funcionamento da escada de peixes ao longo do tempo pioravam-se.  Ao longo dos primeiros dois anos desde do inicio a erosão do fundo do leito causou degradação do fundo sobre 2.5 m. Para melhorar a situação, foi construído um limiar de pedra na entrada a escada de peixes que tinha de obstruir a erosão. Na base dos estudos dos anos 1998–2004 verificou-se que isso piorou a situação. Em resultado disso, só 3,5% de peixes passou pela toda escada.
Em 2014 a escada de peixes foi reconstruída e como indicam os relatórios de RZGW a migração de truta e vimba vimba melhorou-se. A nova escada de peixes consiste 60 câmaras do fio de 0,59 m³/s e o declive entre câmaras de 0,22 m (para comparação, o declive na escada de peixes velha fio cifrou-se em 0,4 m).

### Monitorização de peixes
Para monitorização de migração de peixes foi instalado o sistema de controlo. Primeiro aparelho está o contador de peixes Riverwatcher instalado na 49. câmara, construído de 2 placas situadas paralelamente uma a outra. Emitem ou recebem o raio da luz infravermelha. Peixe que passa entre placas corta o raio da luz. Por isso podemos distinguir a forma de peixe. O contador está equipado também em câmera. Segundo aparelho de controlo constitui uma armadilha para peixes instalada na 60. câmara. A escadas de peixes está equipada adicionalmente em tubagem  que atrai peixes a armadilha. A escada de peixes, para garantir as condições da migração corretas, teria de ser usada de acordo com “Instrução do uso de escada de peixes no Grau Aquático em Włocławek”.
Ao funcionamento correcto de escada de peixes é necessário:
● verificar constante do nível d'água em hidrômetros
● controlar dos pontos da entrada d'água na escada de peixe
● controlar da entrada d'água a tubagem tentadora
● controlar dos elementos da construção dentro da escada de peixe  